# Otrantostrædet
Otrantostrædet (italiensk: Canale d'Otranto) er et stræde i Middelhavet mellem Italien i vest og Albanien i øst. Det forbinder Adriaterhavet med Det Ioniske Hav.  
Strædets bredde er 45-55 sømil og det er ca. 740 m. dybt. Otrantostrædet er navngivet efter den italienske by Otranto.
Under 1. verdenskrig var strædet af stor strategisk betydning. Italien, Frankrig og Storbritanniens mariner oprettede en blokade i strædet, hvilket forhindrede Østrig-Ungarns marine i at kunne sejle ud i Middelhavet.
40°13′10″N 18°55′32″Ø / 40.2194°N 18.9256°Ø